# Т-25
T-25 је био предлог немачког средњег тенка. Никада није направљен прототип.

## Корисници
- Нацистичка Немачка